# Гешаново
Гешаново (болг. Гешаново) — село в Болгарии. Находится в Добричской области, входит в общину Добричка. Население составляет 159 человек.

## Политическая ситуация
Гешаново подчиняется непосредственно общине и не имеет своего кмета.
Кмет (мэр) общины Добричка —   Петко Йорданов Петков (Болгарская социалистическая партия) по результатам выборов.